# Música sertaneja

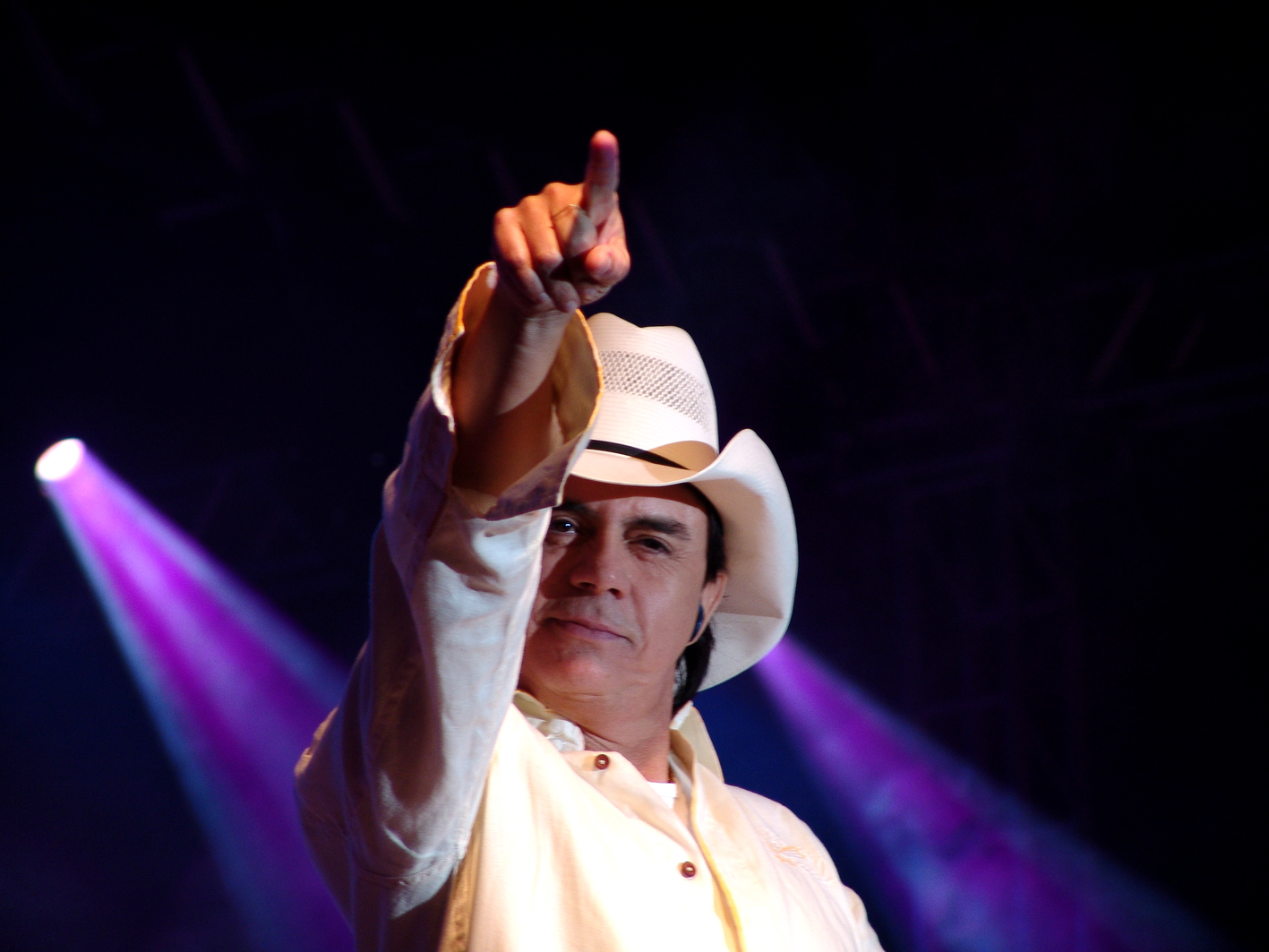
Chitãozinho, uno de los más conocidos nombres de la música sertaneja.

La música sertaneja (o sertanejo) es un estilo musical que tuvo sus orígenes en el interior del centro-sur rural de Brasil en la década de 1920.
El antecedente de la música sertaneja es la llamada música caipira. Cornelio Pires fue un pionero de la música Sertaneja al grabar en 1929 canciones folklóricas tradicionales del interior de Brasil.
La música sertaneja se divide en «Caipira» o «Sertaneja de raíz» que es sencilla y de letras bucólicas, luego en la posguerra en los años 40 se da la «Música Sertaneja de transición» y en la década de 1960 comienza una etapa de «Música Sertaneja Romántica». Un subgénero más reciente, llamado sertanejo universitario, se ha desarrollado desde mediados de la década de 2000 en adelante en el estado de Mato Grosso do Sul, que consiste en un estilo más reducido y acústico, orientado hacia un preponderante destaque de las guitarras y que ha crecido en forma masiva llegando a ser muy popular entre la juventud brasileña.
El sertanejo es un estilo de música muy popular en Brasil (especialmente São Paulo, Minas Gerais, Goiás, Paraná y Mato Grosso do Sul); la samba sigue siendo muy popular en el estado de Río de Janeiro. 
Las canciones de sertanejo han sido desde la década de 1990 el género musical más difundido en las radios brasileñas, siempre encabezando las listas de canciones más ejecutadas del país. Además, desde 2000 hasta 2003 y desde 2009 en adelante, los álbumes de música sertaneja han tenido una categoría específica en el Grammy Latino.
La mayoría de los intérpretes de la música sertaneja consisten en dúos conformados casi siempre por hermanos y por lo general actuando uno de ellos como vocalista. Los hombres han dominado este estilo musical tradicionalmente, sin embargo la cantante Paula Fernandes fue la primera cantante femenina en lograr un éxito nacional en el estilo.
El auge de las artistas del estilo universitario ocurrió de hecho con el éxito de la cantante Marília Mendonça, conocida como Rainha da Sofrência, que permitió la creación de letras desde la perspectiva femenina y con ello el crecimiento de otras cantantes como Maiara & Maraisa, Simone & Simaria y Naiara Azevedo. El estilo musical sofrência se caracteriza por abordar temas más románticos, adoptando el piano en su instrumentación.